# MBus (Computerbus)

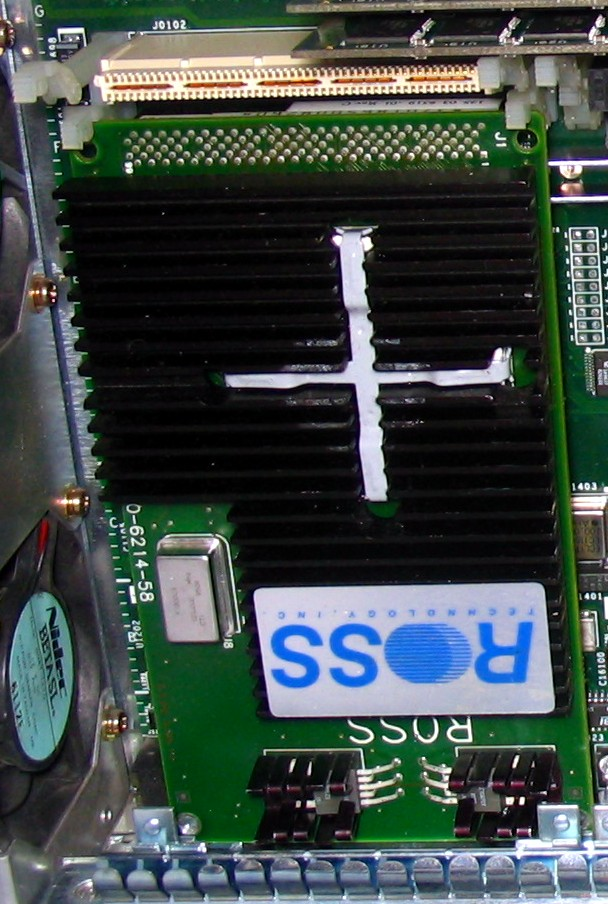
Zwei MBus-Slots, einer mit eingebautem HyperSPARC-Modul

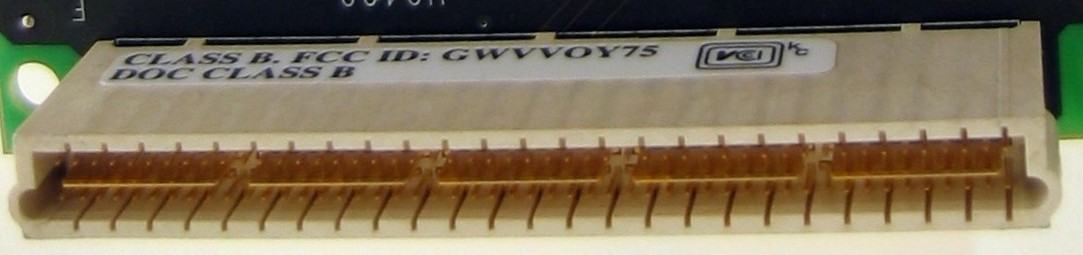
MBus-Steckverbinder

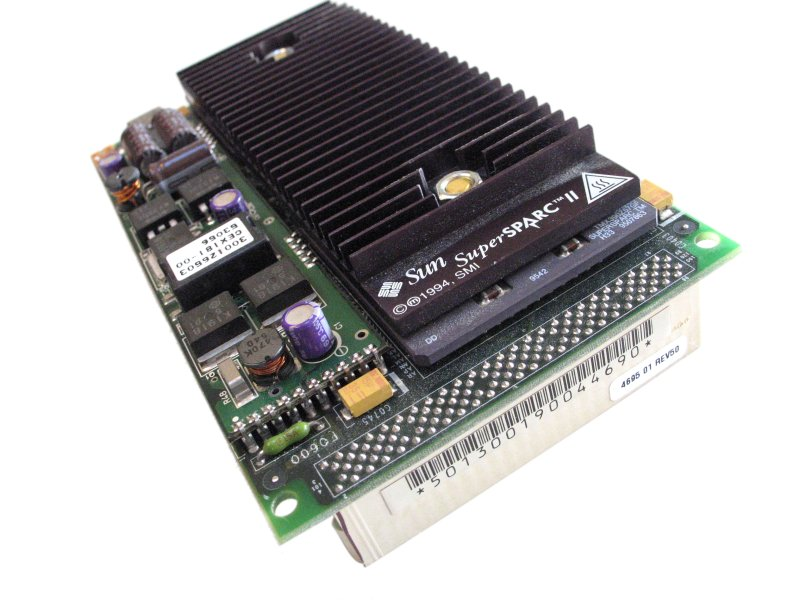
MBus-Modul: Sun SuperSPARC II SM71

Der MBus ist ein Computerbus-System, das in SPARC-Systemen der Firma Sun Microsystems für CPU-Module verwendet wurde. Er gilt als der erste (herstellerunabhängige) Standard für CPU-Module. Er stellte die Verbindung von Prozessoren, Cache-Speicher und den weiteren Computerkomponenten her. Die Platinenmaße entsprachen denen der SBus-Karten. Der MBus arbeitete mit einem Synchrontakt von max. 40 MHz (optional 25 bis 33 MHz). 64-Bit-Daten- und -Adressen werden im Multiplexbetrieb übertragen, es können 36 Bit Adressraum (64 GByte) physikalisch angesprochen werden. Die Datentransferrate beträgt 80 MByte/s (320 MByte/s Spitze). Die Steuerung der verschiedenen Prozessoren am MBus erfolgte durch einen Arbiter. Es gab weiterhin eine Interrupt-, Reset- und Timeout-Logik. Am MBus konnten maximal acht Prozessoren (quasi) parallel arbeiten.
Dem Mbus folgte etwas später der XBus. Dieser verwendet ein paketvermitteltes Bus-Protokoll bei ansonsten gleichen elektrischen und mechanischen Eigenschaften wie der MBus. Sun und Cray verwendeten den XBus in Supercomputern der damaligen Zeit, wie 1996 im  SPARCserver 1000 oder der Cray CS6400 (64 SuperSPARC CPUs an vier XBussen). Eine weitere, ähnliche Entwicklung war der KBus der Firma Solbourne.